# China National Offshore Oil Corporation

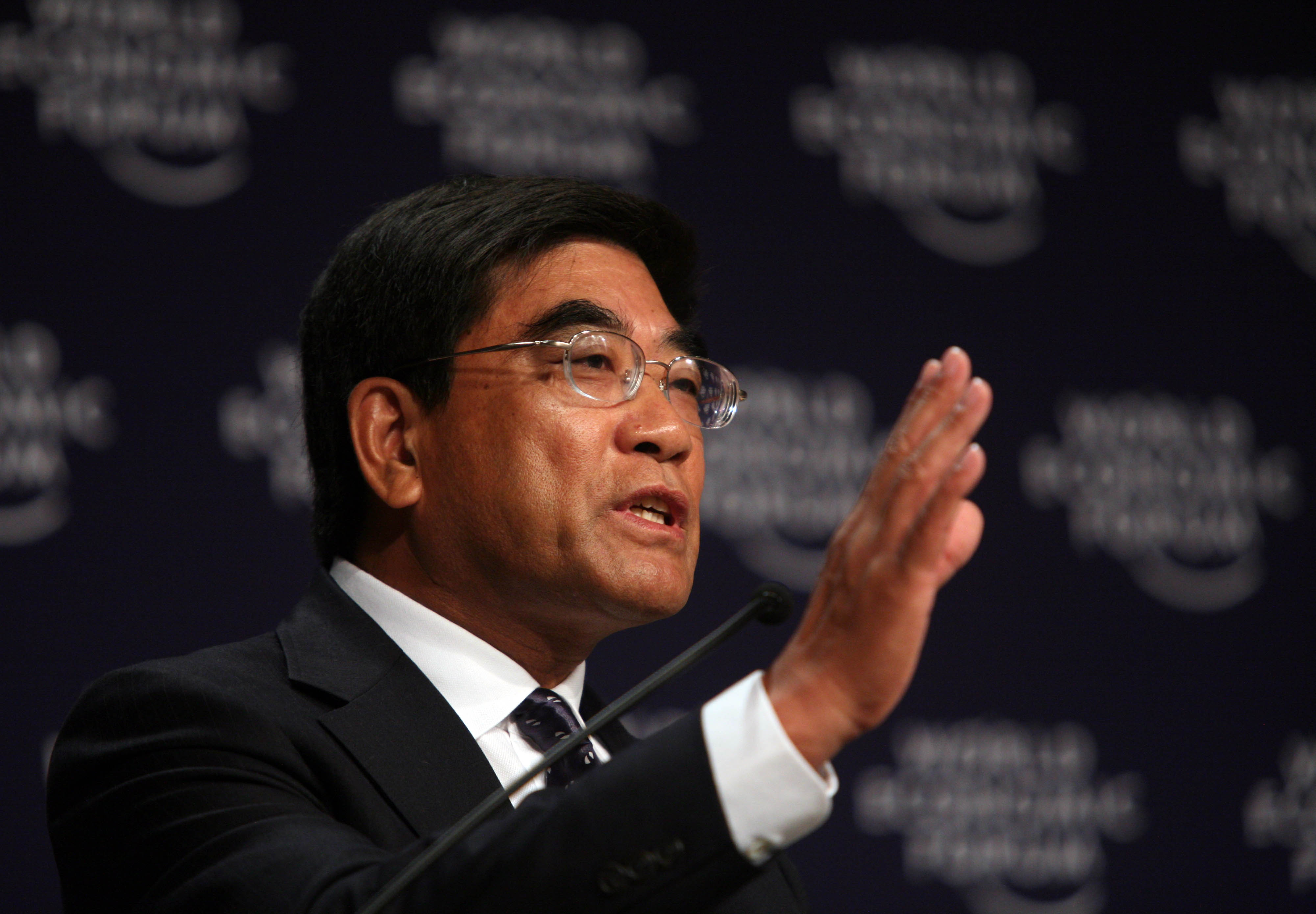
Fu Cseng-jü (Fu Chengyu) a CNOOC vezetője

A  China National Offshore Oil Corporation (CNOOC Group kínaiul: 中国海洋石油总公司 pinjin: Zhōngguó Háiyáng Shíyóu Zǒnggōngsī, magyaros: Csungkuo Hajjang Sijou Zungkungsze) egyike Kína a három fő nemzeti olajvállalatának. A CNOOC egy 70%-ban állami tulajdonú vállalat, központja Pekingben van. 51 000 embert foglalkoztat.
A CNOOC Group a harmadik legnagyobb Nemzeti Olaj Vállalat (NOC) a Kínai Népköztársaságban, a PetroChina és a China Petrochemical Corporation cégek után. A CNOOC Ltd leányvállalat (中国海洋石油有限公司) jegyezve van a hongkongi- és New York-i tőzsdén.
A China Oilfield Services (COSL) CNOOC egyik leányvállalata.